# Dehydratation (Medizin)
Dehydratation (zu altgriechisch ὕδωρ hydor, deutsch ‚Wasser‘; Synonyme Dehydratisierung, Exsikkose, Dehydration, Dehydrierung, Hypohydratation, Austrocknung; Antonym Hyperhydratation) bezeichnet in der Medizin einen Flüssigkeitsverlust bzw. Volumenmangel der extrazellulären Flüssigkeit, zu der auch das Blutplasma zählt. Ursache ist eine Störung des Volumenhaushalts (Verlust von Natrium und Wasser) oder der Osmoregulation (isolierter Wasserverlust).

## Ursachen
Flüssigkeit wird über den Magen-Darm-Trakt (Stuhlgang, Erbrechen), die Lunge (Atemluft), die Nieren (Urin), über die Haut (Transpiration) und aus den Milchdrüsen (Laktation) abgegeben. Erkrankungen (zum Beispiel der Nieren), Symptome wie Fieber und Erbrechen, starke körperliche Anstrengungen, Stillen oder Medikamente zur Entwässerung können zu einem erhöhten Flüssigkeitsverlust und damit zu einem Flüssigkeitsungleichgewicht führen, wenn die verlorene Flüssigkeitsmenge nicht entsprechend ersetzt wird. Eine übermäßige Abnahme der Körperflüssigkeit – entweder durch pathologisch verringerte Flüssigkeitsaufnahme, durch unzureichende Flüssigkeitszufuhr (bei Nichtverfügbarkeit von Trinkwasser und anderen Getränken), bei krankhaft gesteigertem Flüssigkeitsverlust oder während der Laktation – führt zur Exsikkose.
Einteilung
Es werden drei Arten der Dehydratation unterschieden:
1. Isotone Dehydratation: Bei dieser Dehydratation ändert sich der osmotische Druck des Extrazellularraums nicht, da der Verlust von Wasser und Salz-Ionen (Natrium+, Chlorid−) im gleichen Verhältnis zueinander erfolgt. Vor allem bei unzureichender Wasser- und Natriumzufuhr, Blutverlusten und Entzündungen ist dies der Fall[6].
2. Hypertone Dehydratation: Sie entsteht beim Verlust von Wasser ohne entsprechenden Salzverlust. Dies kann bei Diabetes insipidus oder bei hohen Blutzuckerwerten im Rahmen eines Diabetes mellitus, aber auch Fieber mit viel Schwitzen und gleichzeitig ungenügendem Flüssigkeitsausgleich der Fall sein.
3. Hypotone Dehydratation: Wenn im Verhältnis zum Wasserverlust zu viel Salz ausgeschieden wird, entsteht eine hypotone Dehydratation. Sie ist eine Komplikation bei Verbrennungen oder ein Symptom der Nebennierenrindeninsuffizienz, kann aber auch beispielsweise bei starkem Schwitzen und Wasserausgleich durch salzarme Flüssigkeit (reines Wasser) auftreten, so dass in der Bilanz die Salzausscheidung höher als die Wasserausscheidung ist. Zum Ausgleich genügen in letzterem Fall Mineralwasser oder sogenannte Iso-Getränke, die isoton (im Vergleich zum Blutplasma) sind. Hypertone Flüssigkeiten zu trinken ist nicht nötig, da der Körper überschüssiges Wasser gegebenenfalls über die Nieren ausscheiden kann. Darüber hinaus kommt es im Rahmen von Erbrechen und Durchfällen zu hohen Elektrolytverlusten.

## Diagnostik
Die Diagnosestellung erfolgt anhand des klinischen Bildes, einer Untersuchung des Blutserums und des Urins (insbesondere auf den Natrium-Gehalt, Hämatokrit- und Kreatinin-Werte sowie die Serum- beziehungsweise Urinosmolalität).
Die sichere präventive Einschätzung, ob eine Dehydratation vorliegt, würde Helfern in Krisensituationen helfen, rasch zu handeln. So könnte ein kleines nicht-invasives Gerät Rettungssanitätern helfen oder in der Dritten Welt bei Kindern mit Durchfallerkrankungen eine Massenscreening erleichtern. Es existiert kein Goldstandard für eine Dehydratation, als gutes Maß gilt, wenn das Gesamtkörpergewicht um 2 % abgenommen hat. Dann liegt mit 90 % Wahrscheinlichkeit eine Dehydratation vor. Dazu ist aber die Kenntnis des Basis-Körpergewichts (vor der Dehydratation) erforderlich. Darauf aufbauend.lassen sich minimal-invasive oder nicht-invasive Messmethoden prüfen. Die Einschätzung des Dehydratationsstatus anhand von Befunden und Körperzeichen hat sich als enttäuschend herausgestellt, selbst wenn man aus mehreren Zeichen einen Score zusammenstellt, wie es die WHO getan hat.
Technisch am weitesten fortgeschritten ist die Messung über Bioimpedanz (<500 kHz.). Diese beruht auf der biophysikalischen Beobachtung, dass der Wassergehalt eines Gewebes mit dem elektrischen Wechselstrom-Widerstand korreliert. Bei dieser Technik hapert es aber gegenwärtig noch an vielen Störfaktoren und es fehlen notwendige Studien in der realen Welt. Andere Verfahren, wie die Dielektrische Spektroskopie Gigahertz und Terahertz-Bereich oder die Infrarot-Spektroskopie im sind weniger zuverlässig. Auch eine Automatisierung der kapillaren Wiederauffüllungszeit (capillary refill time CRT) hat enttäuschende Resultate geliefert.

## Therapie
Wichtigste therapeutische Maßnahme einer jeden Rehydratation ist der Ersatz des verlorengegangenen Wassers. Dies erfolgt bei leichter Dehydratation entweder oral oder über eine Ernährungssonde mit Getränken, oder parenteral mit einer geeigneten Infusionslösung. Je nach Schweregrad müssen manchmal mehrere Liter Flüssigkeit infundiert werden. Die Infusionslösung unterscheidet sich je nach Art der Dehydratation: Bei einer isotonen Dehydratation kann eine einfache Ringer-Lösung gegeben werden. Bei einer hypotonen Dehydratation müssen manchmal auch Natrium-Ionen ersetzt werden, dieser Ausgleich muss aber sehr langsam erfolgen, um keine schweren zerebralen Nebenwirkungen zu provozieren. Die hypertone Dehydratation wird zum Beispiel durch Infusion fünfprozentiger Glukoselösung therapiert.
Durch Dehydratation am Lebensende können belastende Symptome verursacht werden, aber die Therapie derselben kann ebenso von Nachteil sein. Daher wird in der Palliativmedizin ein systematischer Fragenkatalog abgearbeitet, um anhand der festgestellten Vor- und Nachteile für den individuellen Patienten zu einer für ihn angemessenen Entscheidung zu gelangen.

## Dehydratation bei Kindern
Vor allem bei Säuglingen und kleinen Kindern entsteht Dehydratation aufgrund einer Gastroenteritis mit Erbrechen und Durchfall bei gleichzeitiger Verweigerung von Nahrungsaufnahme. Bei Säuglingen spricht man bei einem Gewichtsverlust von 5 % von einer leichten Dehydratation, bei 10 % von einer deutlichen und bei 10–15 % von einer schweren Dehydratation. Ältere Kinder reagieren weniger sensibel auf den Flüssigkeitsverlust.
Symptome beim Säugling
Dehydratationszeichen beim Säugling sind unter anderen graue Hautfarbe und schnelle Atmung; die Augäpfel und Fontanelle sind eingesunken. Zudem können unter anderem Unruhe, aber auch Müdigkeit, und bei schwerer Dehydratation auch Apathie, Lethargie und Bewusstlosigkeit auftreten.

## Dehydratation bei Sterbenden

### Ursachen
Verschiedene Risikofaktoren für Dehydratation, die durch Flüssigkeitszufuhr behandelt werden kann, sind:
- vom Patienten subjektiv nicht wahrgenommene zu geringe Flüssigkeitsaufnahme (z. B. bei fehlendem Durstgefühl, vegetativen Störungen, Depression, Bewusstseinstrübung, Delir oder Demenz)
- Unfähigkeit, selbst Flüssigkeit aufzunehmen, z. B. bei Schluckbeschwerden, die durch Schmerzen im Mund-Rachenraum verursacht werden oder bei Verlust der Fähigkeit, zu schlucken (z. B. bei Lähmungen nach Schlaganfall, bei Bewusstlosigkeit oder tiefer Sedierung)
- exzessiver Verlust von Flüssigkeit (z. B. durch Perspiration, Durchfall, anhaltendes Erbrechen, Beeinträchtigung der Rückresorption des Primärharns in den Nieren, Gewebsergüsse)

Eine weitere Ursache kann darin liegen, dass ein Patient selbst die Flüssigkeitszufuhr einstellt, wie beim Freiwilligen Verzicht auf Nahrung und Flüssigkeit (FVNF), um sein Leben bewusst zu verkürzen.

### Symptome
Neben den oben genannten Symptomen kann Dehydratation insbesondere bei Sterbenden durch die Beeinträchtigung neurologischer Funktionen zu Desorientiertheit, Wahnvorstellungen und Agitation führen (Delirium).

### Bewertung und Behandlung
Eine Dehydratation bei Menschen am Ende ihres Lebens gehört in der Regel zum natürlichen Verlauf des Sterbens. Sie kann mit erhöhter Morbidität und Mortalität assoziiert sein. Im Hinblick auf klinisch assistierte Hydrierung (clinically assisted hydration, CAH) kommt der Bewertung der Reversibilität der Symptome eine zentrale Bedeutung zu. Dazu muss erkannt werden, welche Dehydratationsform mit welcher pathophysiologischen Ursache vorliegt. Je nach Ergebnis kann eine Indikationsstellung für eine parenterale Flüssigkeitsgabe (CAH) daraus auch für Palliativpatienten abgeleitet werden, die sich in der Sterbephase befinden.
Zu differenzieren ist zwischen Patienten, die noch nicht in den Sterbeprozess eingetreten sind und solchen, die sich in der Sterbephase befinden. Es gibt bis heute keine Sicherheit für Aussagen darüber, wann sich ein Patient tatsächlich in seinen letzten Lebenstagen befindet. Das birgt im Falle einer Vorenthaltung einer CAH das Risiko in sich, dass das Leben von Menschen „verfrüht“ endet, nachdem sie in der Kategorie „Ende des Lebens“ zugeordnet wurden. Bei tatsächlichem Erreichen der Sterbephase ist davon auszugehen, dass trotz CAH ein bereits eingetretener Dehydratationszustand nicht mehr komplett rückgängig gemacht werden kann. Dem Sterbeprozess als solchem kann hier keine „normative Relevanz“ beigemessen werden. Für die Indikationsstellung im Hinblick auf eine CAH ist nicht die Sterbephase relevant, weder ethisch noch medizinisch, sondern der individuelle Nutzen für den Patienten.
Von einer terminalen Dehydratation sind andere Formen der Dehydratation am Lebensende abzugrenzen, die bei geeigneter Flüssigkeitstherapie (intravenös oder subkutan) meist reversibel sind. Reversible Dehydratationszustände (z. B. bei palliativer Sedierung) können bei fehlender Flüssigkeitsverabreichung irreversibel werden und sich zur terminalen Dehydratation entwickeln. Sterbende leiden häufig an Mundtrockenheit, aber seltener an Durst. Diese sind nicht in jedem Falle Indikatoren einer Dehydratation und Exsikkose. Einige in der Palliativmedizin eingesetzte Medikamente und Chemotherapeutika können ebenfalls Mundtrockenheit auslösen. In der Praxis ist einem durch Dehydratation verursachten Delir durch medizinisch assistierte Flüssigkeitsgabe (CAH) entgegenzuwirken. Nur wenn die Symptome trotzdem nicht zurückgehen, darf sie beendet werden. Falls der Sterbende noch seinen Willen äußern kann oder eine Patientenverfügung existiert, die eine Willenserklärung hierzu beinhaltet, sind diese als Entscheidungsgrundlage zu berücksichtigen. Ohne eine solche Basis dem Patienten eine CAH vorzuenthalten bzw. den Versuch einer Rehydrierung zu unterlassen, wäre unter Umständen ein Herbeiführen des Todes durch vom Patienten nicht gewollte terminale Dehydratation vor dem Zeitpunkt, an dem der Patient an seiner Grunderkrankung gestorben wäre.